# Salaš Noćajski
Salaš Noćajski (cyr. Салаш Ноћајски) – wieś w Serbii, w Wojwodinie, w okręgu sremskim, w mieście Sremska Mitrovica. W 2011 roku liczyła 1751 mieszkańców.